# Eutelsat 5 West B
Eutelsat 5 West B — спутник связи, который заменит работающий на орбите спутник Eutelsat 5 West A. Планируется разместить в точке стояния 5° з. д.
Компания Eutelsat выбрала двух подрядчиков — европейскую компанию Airbus Defence and Space и американскую Orbital ATK, чтобы построить этот новый спутник. При этом, по условиям соглашения, компания Airbus построит полезную нагрузку спутника, а платформа GEOStar-2e будет изготовлена компанией Orbital АТК.
На спутник установлены 35 одинаковых транспондеров Ku-диапазона (36 МГц), охватывающих три зоны обслуживания. В основном это рынок телевещания Франции, Италии и Алжира. Транспондеры могут взаимно переключаться для гибкости предоставляемого сервиса.

## Запуск на орбиту
Запуск осуществлён 9 октября 2019 года, в 13:17 мск, по подписанному в сентябре 2015 года соглашению Центра имени Хруничева, его дочерней компании International Launch Services и Европейским оператором спутниковой связи Eutelsat S. A. (Франция) — трёхстороннее пакетное соглашение о стратегическом партнёрстве, включает запуск нескольких спутников Eutelsat с помощью РН «Протон-М» с космодрома Байконур в 2016-2023 годах.
Контракт предусматривает пуск РН тяжёлого класса «Протон-М/Бриз-М» с парной полезной нагрузкой, в составе созданных компанией Orbital ATK космического аппарата связи «Eutelsat 5 West B» и первого аппарата для продления срока эксплуатации спутников (Mission Extension Vehicle) MEV-1, в качестве дополнительной полезной нагрузки. Запустить одновременно эти два спутника одной ракетой-носителем позволяют уменьшенные размеры спутника и большой головной обтекатель ракеты-носителя диаметром 4 метра.
После выведения связки спутников и разгонного блока ракетой-носителем «Протон-М» на суборбитальную орбиту, было успешно произведено выведение космических аппаратов на целевые орбиты, с помощью пяти включений двигателя РБ "Бриза-М". Отделение Eutelsat 5 West B от разгонного блока состоялось 10 октября в 4:54 мск